# Važno, da zadane
Važno, da zadane je šesti album slovenske rock skupine Big Foot Mama. Skupina je material za ploščo, s producentom Dejanom Radičevičem, večidel posnela v studiu Jork v Dekanih. Važno, da zadane je prvi album, ki ga je skupina izdala pri založbi Dallas Records.

## Seznam skladb
1. "Važn’ da zadane"
2. "Mal premal"
3. "Razjeda"
4. "Ona je samo za mene"
5. "Pomlad"
6. "Tornado"
7. "Vse se mi upira"
8. "Narava gre po svoje"
9. "Men se trga"

## Zasluge
- Aranžmaji: Big Foot Mama & Dejan Radičević
- Produkcija: Dejan Radičević
- Posneto v studiu Jork, Dekani, studiu Ork, Jevnica in studiu Metro, Ljubljana
- Dodatno snemanje v studiu Garbage, Ljubljana Snemalec: Dejan Radičevič
- Asistenti snemanja: Jadran in Gabriel Ogrin (Jork), Iztok Černe (Metro) in Sašo Kisovec (Ork)
- Miks: Aco Razbornik, Miks studio Tivoli, Ljubljana
- Mastering: Aco Razbornik, Miks studio Tivoli, Ljubljana
- Art Direction: Kele Okereke, Nova Dando